# 볼케이노 오오타
볼케이노 오오타(본명: 오오타 켄스케, 1971년 1월 2일 ~)는 일본의 성우 겸 게임 디자이너이다. 도쿄도 출신, 아오니 프로덕션 소속.

## 출연작

### 애니메이션
- 5억년 버튼 ~스가하라 소타의 숏숏 - 드래곤
- 게게게의 키타로 극장판: 오바케 나이티 - 밭 원령
- 극장판 기동전사 건담: 섬광의 하사웨이 - 사우리 스톨베리
- 꼭두각시 서커스 - 오자키
- 그레이트 프리텐더 - 형사
- 나는 100만 명의 목숨 위에 서 있다 - 카밀트
- 나의 히어로 아카데미아 - 모우라 나가마사
- 드래곤볼 슈퍼 - 미노타우루스, 자로인
- 드래곤볼 슈퍼: 슈퍼 히어로 - 마젠타
- 디리몬 시리즈
- 디리몬 허리케인:상륙!! 초절진화!! 황금의 디지멘탈 - 드라이버
- 디지몬 프론티어 - 볼케몬
- 디지몬 유니버스 어플리 몬스터즈 - 코멘테이터
- 디지몬 어드벤처: - 소장, 함장, 브라키몬, 우드몬, 볼케몬, 안드로몬, 록몬, 그리즈몬, 니즈헤그몬, 문밀레니엄몬, 밀레니엄몬, 지드밀레니엄몬 등
- 고스트 게임: 디지몬 - 무스몬
- 명탐정 코난 - 순사, 시모카와 형사
  - 명탐정 코난: 할로윈의 신부 - 올레크 라브렌티예프
- 미궁 블랙 컴퍼니 - 사축
- 원피스 - 사사키, 밍크족, 선원, 부하 등 단역
- 이토 준지 컬렉션 - 각종 역할
- 캅 크레프트 - 케니
- 천청난만! - 호토토의 아버지
- 불길한 바르하이트 -ZUERST- - 하노이
- 순백의 소리 - 아저씨
- 평온세대의 위타천들 - 규드
- 86 -에이티식스- - 서방 방면군 사령관
- 테슬라 노트 - 함상층부
- 경계전기 - 사이몬 테에토
- 지옥락 - 야마다 아사에몬 겐지
- 진정한 동료가 아니라고 용사 파티에서 쫓겨났기 때문에, 변경에서 슬로우 라이프 하기로 했습니다 - 베리엘
- Ninjala - 데빌앤트
- BASTARD!!-암흑의 파괴신-(2022년 애니메이션) - 본죠비나

### 특촬
- 동물전대 쥬오저 - 코뿔소 쥬먼
- 기사룡전대 류소저 - 우덴

### 외하 더빙
- 더 보이즈 - 마더스 밀크
- 스티븐 시걸의 블러드 킬 - 프랭크 윌슨
- 아머드 사우루스 - 최절 사령관
- 앤트맨과 와스프 - 아니토로프
- 원더우먼 1984 - TV 전도사
- 범블비 - 빌
- 조커 - 랜들

### 기타
- 피규어 세인트세이야 D.D PANORAMA PV - 내레이션
- 건담 도쿄 프론트 어트랙션 기동전사 건담 철혈의 오펀스 철화단 입단시험 - 걀라르호론 병사

## 학력
- 국제기독교대학 (학사)